# Bonfire (cheval)
Pour les articles homonymes, voir Bonfire (homonymie).
Bonfire (né le 21 mars 1983, mort le 28 octobre 2013), de son nom entier Gestion Bonfire, est un cheval hongre bai du stud-book Oldenbourg, qui a concouru en dressage avec la cavalière hollandaise Anky van Grunsven entre 1991 et 2000, au niveau national puis international. Le couple participe ainsi à trois éditions des Jeux olympiques et deux des Jeux équestres mondiaux, décrochant une médaille d'or et quatre médailles d'argent au niveau olympique, ainsi qu'une médaille d'or et trois d'argent aux jeux mondiaux. Bonfire est connu pour avoir eu un tempérament « chaud », bien qu'il se soit assagi au fil des années. Il est le meilleur cheval de van Grunsven durant des années, la cavalière estimant qu'elle ne trouvera pas de relève, jusqu'à l'arrivée de Salinero. Une statue de Bonfire a été érigée dans la commune de van Grunsven, à Erp aux Pays-Bas.

## Histoire
Bonfire naît le 21 mars 1983 à l'élevage de Karl Bernd Westerholt, à Lemwerder en Allemagne de l'Ouest. Il est acheté par Anky van Grunsven, qui sera son unique cavalière, à l'âge de 2 ans et demie : elle ignore alors s'il sera un bon cheval, mais dit avoir décelé en lui « quelque chose de spécial ». Il débute en épreuves internationales en 1992 à Schoten, année qui voit aussi leur première participation olympique à Barcelone.
Il est mis à la retraite le 23 mars 2002 à l'âge de 19 ans, à Hertogenbosh où il a remporté certaines de ses plus grandes victoires. Il passe cette retraite dans les prés du domaine de son ancienne cavalière.
Il meurt à l'âge de 30 ans le 28 octobre 2013, d'euthanasie décidée à la suite d'une inflammation du sabot, Anky van Grunsven annonçant la nouvelle sur Twitter,.

## Description
Gestion Bonfire est un hongre de robe baie, inscrit au stud-book de l'Oldenbourg, et toisant 1,72 m, ce qui en fait un cheval plutôt grand. Son modèle est par ailleurs « assez ordinaire »

## Palmarès
- Médaille d'argent par équipe aux Jeux Olympiques d'été de 1992 à Barcelone
- Champion du monde de dressage 1994[3]
- Médaille d'argent par équipe aux Jeux Olympiques d'été de 1996 à Atlanta
- Médaille d'argent individuelle aux Jeux équestres mondiaux de 1998 à Rome
- Médaille d'or individuelle aux championnats d'Europe de dressage de 1999
- Médaille d'or individuelle et médaille d'argent par équipe aux Jeux olympiques d'été de 2000 à Sydney

## Origines
Bonfire est un fils de l'étalon Welt As et de la jument Warine, elle-même issue d'un Pur-sang, Praefectus.

## Hommages
Bonfire a sa propre statue érigée dans la commune néerlandaise de Erp. Il a parrainé plusieurs associations et fondations pour chevaux retraités.